# Лі Адді
Лі А́дді (англ. Lee Addy; нар. 7 липня 1990 року, Аккра, Гана) — ганський футболіст. Захисник збірної Гани та китайського «Далян Аербін».

## Досягнення
- Чемпіон Хорватії (2):

«Динамо» (Загреб):  2012–13, 2013–14
- Володар Суперкубка Хорватії (1):

«Динамо» (Загреб):  2013
- Фіналіст Кубка африканських націй (1):

Збірна Гани: 2010